# بن أرشيبك
بن أرشيبك (6 يناير 1943 - 21 أكتوبر 1993)، هو ممثل أمريكي فى السينما والتليفزيون، ولد فى ريفرسايد بولاية كاليفورنيا بالولايات المتحدة الأمريكية فى 6 يناير من عام 1943. وتوفي فى ريفرسايد بولاية كاليفورنيا فى 21 أكتوبر من عام 1993 عن عمر يناهز 50 عاماً.

## من أهم أعماله
- أيام حياتنا (1965).
- The Mid Squad 1969
- The Dirt Gang 1972
- Night Moves 1975

## وصلات خارجية
بن أرشيبك على موقع IMDb (الإنجليزية)
- بن أرشيبك على موقع أول موفي (الإنجليزية)
- بن أرشيبك على موقع قاعدة بيانات الفيلم (الإنجليزية)